# Terremoto de Turquía de 2010

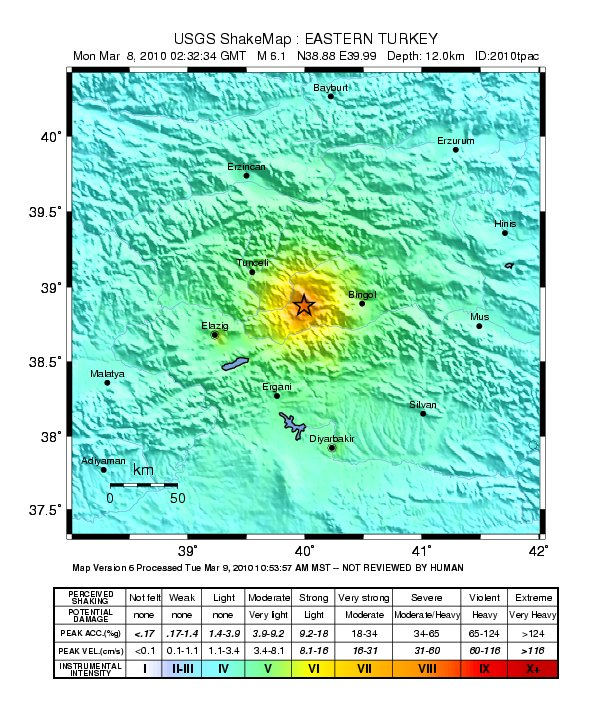
Magnitud de agitación del terremoto de 2010.

El terremoto de Turquía de 2010 fue un terremoto que sacudió el este de Turquía, con epicentro en la provincia de Elazığ, y dejando en total 41 muertos. El sismo se produjo el 8 de marzo de 2010 y tuvo una magnitud 6,1 en la escala sismológica de magnitud de momento.